# World Rugby U20 Trophy
Die World Rugby U20 Trophy (bis 2014 IRB Junior World Rugby Trophy) ist ein jährlich stattfindender Wettbewerb in der Sportart Rugby Union. An diesem von World Rugby (früher International Rugby Board, IRB) organisierten Wettbewerb nehmen Junioren-Nationalmannschaften teil, deren Spieler zum Zeitpunkt der Austragung unter 20 Jahre alt sein müssen. Es handelt sich um die zweite Wettbewerbsstufe für Junioren-Nationalmannschaften, unterhalb der eigentlichen Juniorenweltmeisterschaft.
Dieser Wettbewerb trat 2008 an die Stelle der zuvor ausgetragenen U19-Rugby-Union-Weltmeisterschaft und U21-Rugby-Union-Weltmeisterschaft. Seit jeher zählt er acht Teilnehmer. Es gibt je einen Ab- und Aufsteiger zwischen beiden Wettbewerben; der Gewinner der U20 World Rugby Trophy nimmt an der nächstjährigen Weltmeisterschaft teil, während das letztplatzierte Team der Weltmeisterschaft in die nächstjährige Austragung der Trophy absteigt.

## Turniersieger
| Jahr                                                 | Gastgeber  | Finale      | Finale        | Finale   | Kleines Finale | Kleines Finale | Kleines Finale |
| Jahr                                                 | Gastgeber  | Weltmeister | Ergebnis      | 2. Platz | 3. Platz       | Ergebnis       | 4. Platz       |
| ---------------------------------------------------- | ---------- | ----------- | ------------- | -------- | -------------- | -------------- | -------------- |
| 2008                                                 | Chile      | Uruguay     | 20 : 08       | Chile    | Georgien       | 34 : 10        | Rumänien       |
| 2009                                                 | Kenia      | Rumänien    | 25 : 13       | USA      | Chile          | 19 : 17        | Kenia          |
| 2010                                                 | Russland   | Italien     | 36 : 07       | Japan    | Russland       | 23 : 20 n. V   | Rumänien       |
| 2011                                                 | Georgien   | Samoa       | 31 : 24       | Japan    | Georgien       | 20 : 15        | Uruguay        |
| 2012                                                 | USA        | USA         | 37 : 33       | Japan    | Tonga          | 31 : 29        | Georgien       |
| 2013                                                 | Chile      | Italien     | 45 : 23       | Kanada   | Chile          | 38 : 35        | Japan          |
| 2014                                                 | Hongkong   | Japan       | 35 : 10       | Tonga    | USA            | 26 : 25        | Uruguay        |
| 2015                                                 | Portugal   | Georgien    | 49 : 24       | Kanada   | Uruguay        | 44 : 43        | Tonga          |
| 2016                                                 | Simbabwe   | Samoa       | 38 : 32 n. V. | Spanien  | Fidschi        | 44 : 30        | Namibia        |
| 2017                                                 | Uruguay    | Japan       | 14 : 03       | Portugal | Uruguay        | 34 : 12        | Namibia        |
| 2018                                                 | Rumänien   | Fidschi     | 58 : 06       | Samoa    | Portugal       | 67 : 36        | Namibia        |
| 2019                                                 | Brasilien  | Japan       | 35 : 34       | Portugal | Tonga          | 29 : 27        | Uruguay        |
| 2020–2022: Turnier wegen COVID-19-Pandemie abgesagt. |            |             |               |          |                |                |                |
| 2023                                                 | Kenia      | Spanien     | 39 : 32       | Uruguay  | Schottland     | 83 : 10        | Samoa          |
| 2024                                                 | Schottland | Schottland  | 48 : 10       | USA      | Japan          | 75 : 22        | Uruguay        |

## Länderspezifischer Erfolg
| Team       | Erster Platz         | Zweiter              | Dritter Platz  | Vierter Platz              |
| ---------- | -------------------- | -------------------- | -------------- | -------------------------- |
| Japan      | 3 (2014, 2017, 2019) | 3 (2010, 2011, 2012) | 1 (2024)       | 1 (2013)                   |
| Samoa      | 2 (2011, 2016)       | 1 (2018)             | –              | 1 (2023)                   |
| Italien    | 2 (2010, 2013)       | –                    | –              | –                          |
| USA        | 1 (2012)             | 2 (2009, 2024)       | 1 (2014)       | –                          |
| Uruguay    | 1 (2008)             | 1 (2023)             | 2 (2015, 2017) | 4 (2011, 2014, 2019, 2024) |
| Spanien    | 1 (2023)             | 1 (2016)             | –              | –                          |
| Georgien   | 1 (2015)             | –                    | 2 (2008, 2011) | 1 (2012)                   |
| Fidschi    | 1 (2018)             | –                    | 1 (2016)       | –                          |
| Schottland | 1 (2024)             | –                    | 1 (2023)       | –                          |
| Rumänien   | 1 (2009)             | –                    | –              | 2 (2008, 2010)             |
| Portugal   | –                    | 2 (2017, 2019)       | 1 (2018)       | –                          |
| Kanada     | –                    | 2 (2013, 2015)       | –              | –                          |
| Tonga      | –                    | 1 (2014)             | 2 (2012, 2019) | 1 (2016)                   |
| Chile      | –                    | 1 (2008)             | 2 (2009, 2013) | –                          |
| Russland   | –                    | –                    | 1 (2010)       | –                          |
| Namibia    | –                    | –                    | –              | 3 (2016, 2017, 2018)       |
| Kenia      | –                    | –                    | –              | 1 (2009)                   |